# Білий міст
Білий міст (лит. Baltasis tiltas) — пішохідний міст через річку Неріс у Вільнюсі, що з'єднує райони Науямістіс і Шніпішкес . Довжина мосту складає 240 м, ширина 6 м, висота мосту 11,4 м. Побудований Білий міст у 1995 році. Автор проекту — архітектор Альгімантас Насвітіс.

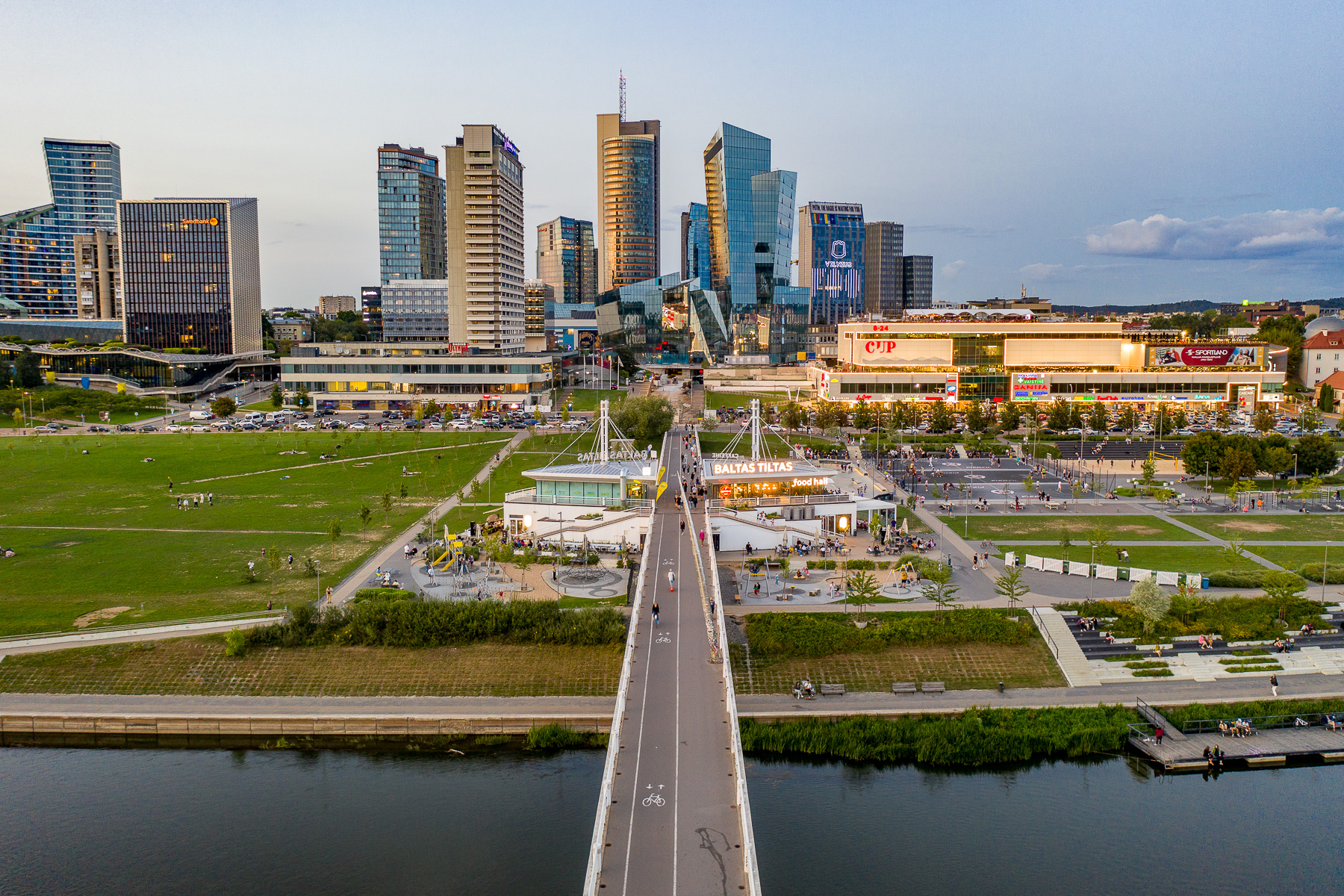
2023 рік

На мосту встановлено майже 20-метрову скульптуру з нержавіючої сталі «Колос-спис» (автори К. Вільджюнас та М. Лукошюс), що символізує «прорив, відродження нації, мужність у здобутті Незалежності та постійну боротьбу за неї». Це витвір сучасного мистецтва.

## Історія
Проект мосту підготував петербурзький інститут «Трансмостпроект». Автор проекту архітектор А. Насвітіс. Збудовано компанією «Viadukas». 25 жовтня 1996 року Білий міст був офіційно відкритий.
У 2010 році на мосту встановленно скульптуру «Колос-спис» (автори К. Вільджюнас і М. Лукошюс).

## Фотографії

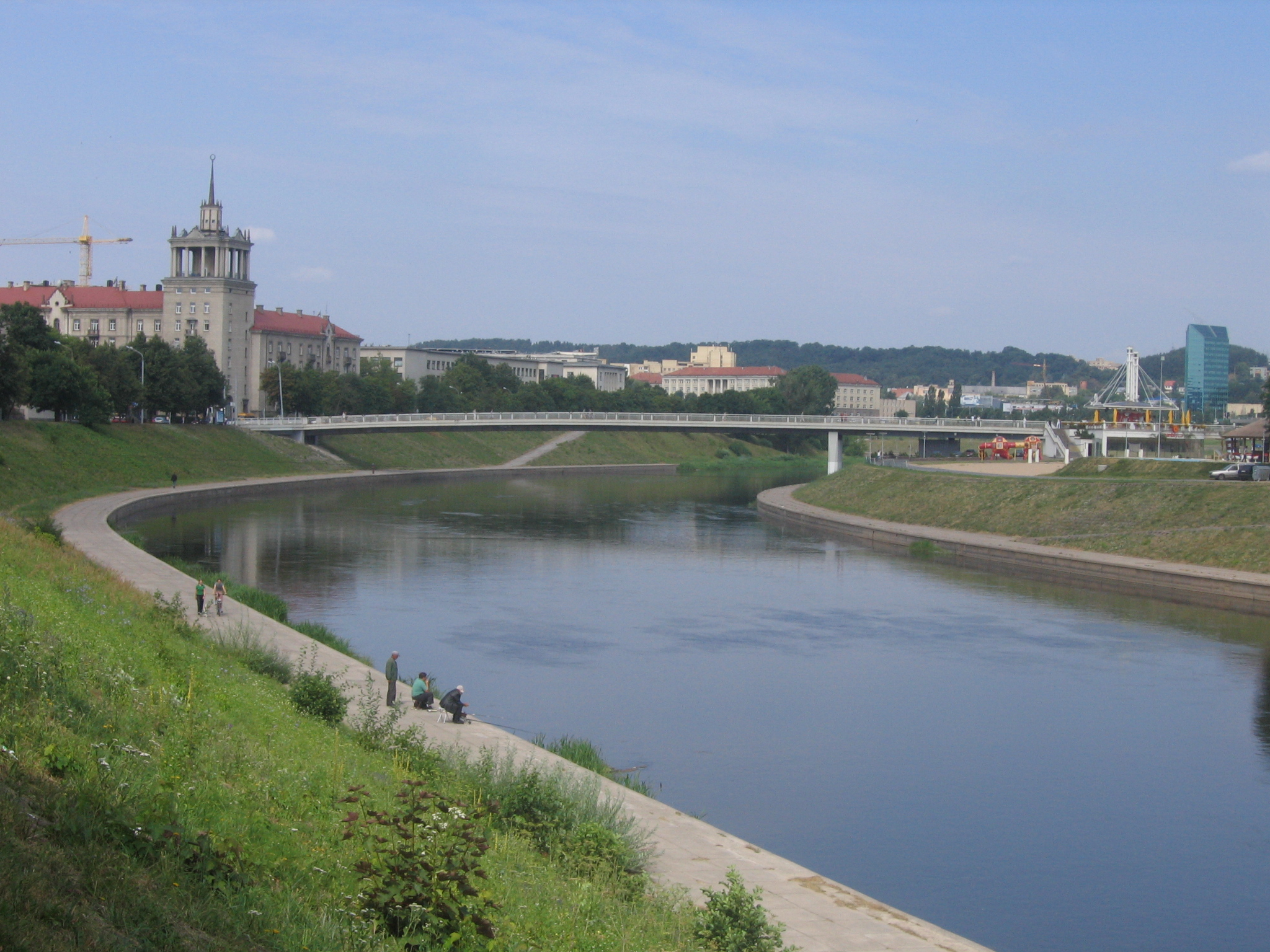
2005 рік
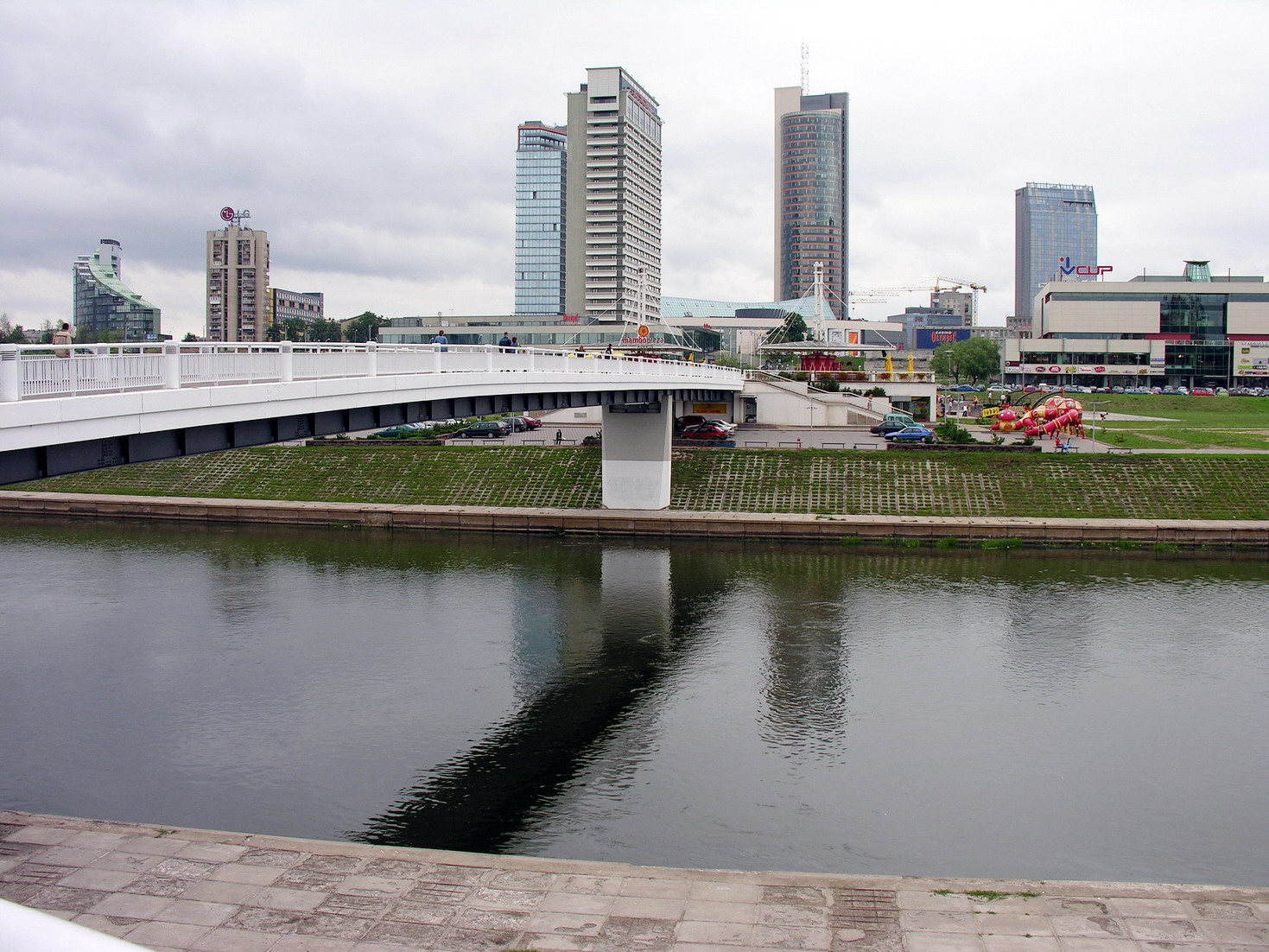
2006 рік
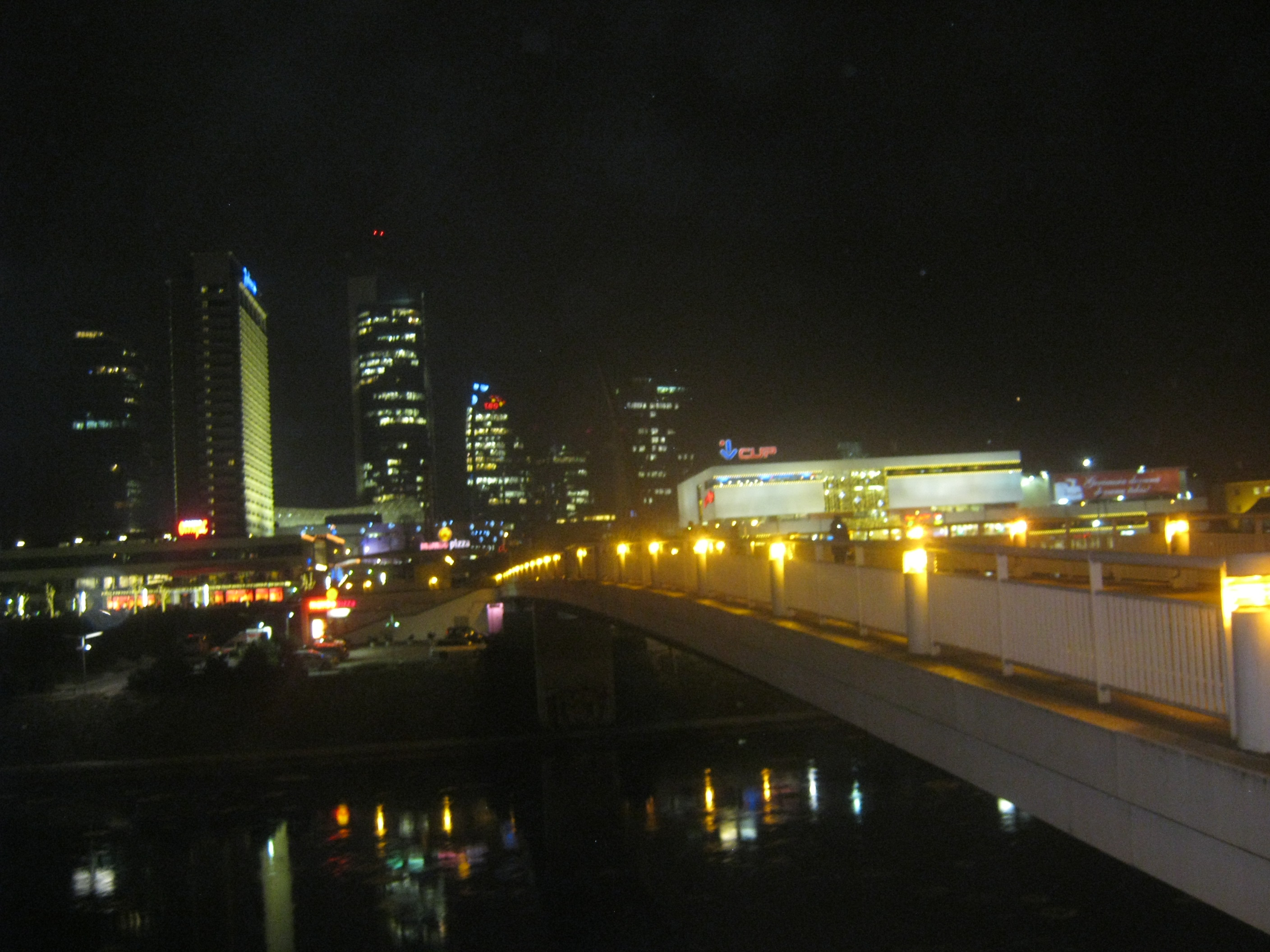
2013 рік
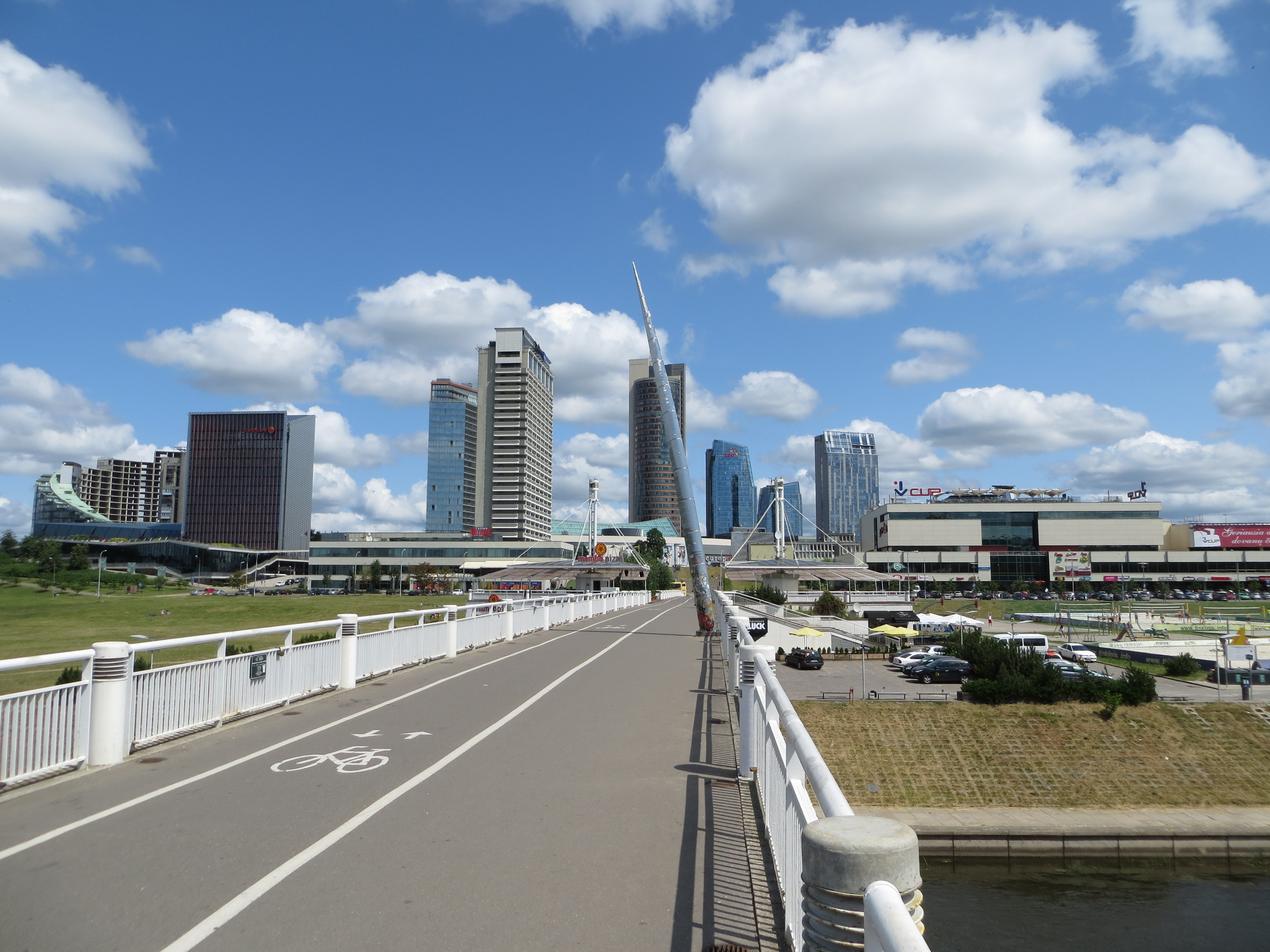
На мосту – скульптура «Промінь-спис» (автор К. Вільджюнас)
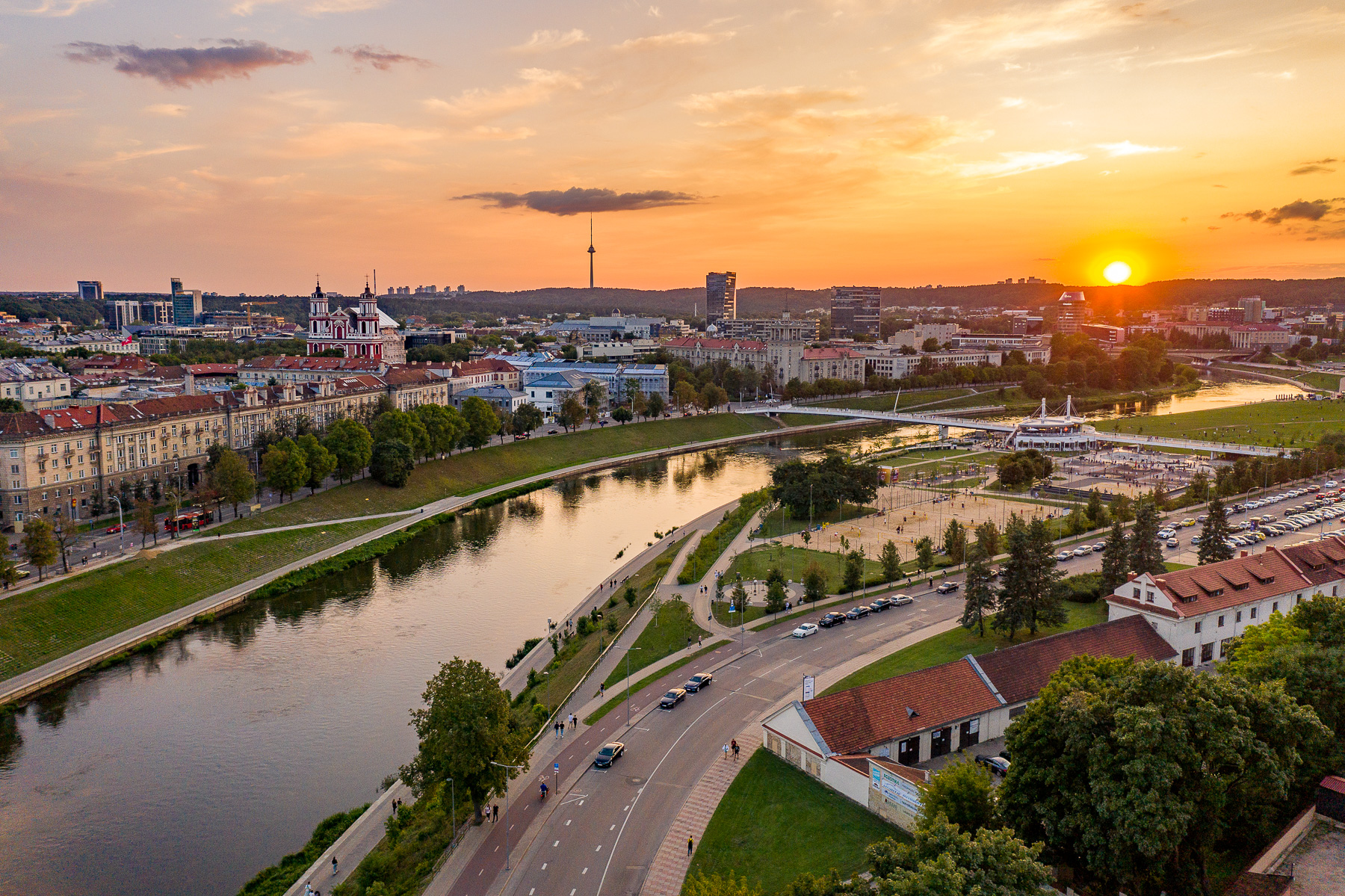
2023 рік